# Valle di Wright
La valle di Wright (in inglese: Wright Valley), è posizionata al centro delle tre grandi valli secche McMurdo, nei Monti Transantartici, ad ovest del canale McMurdo, nell'Antartide; le sue coordinate sono 77°10′S 161°50′E.

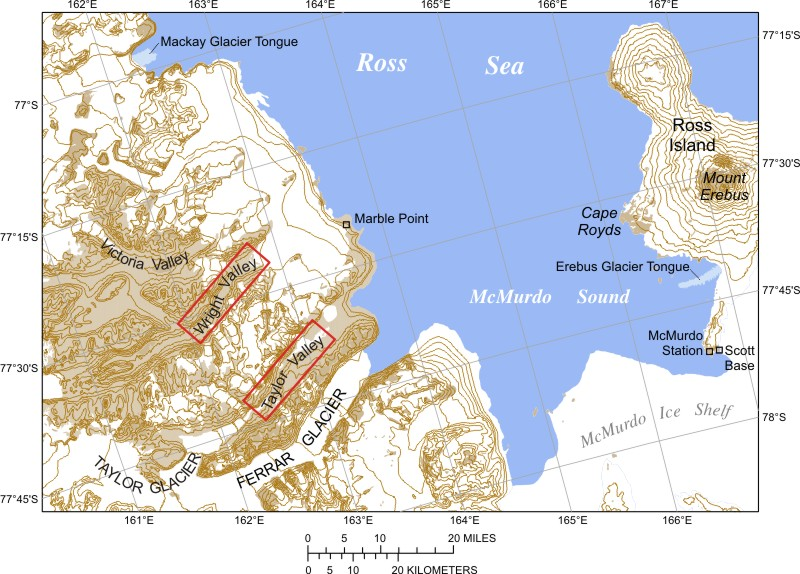
La valle di Wright tra la Victoria Valley e la Taylor Valley.

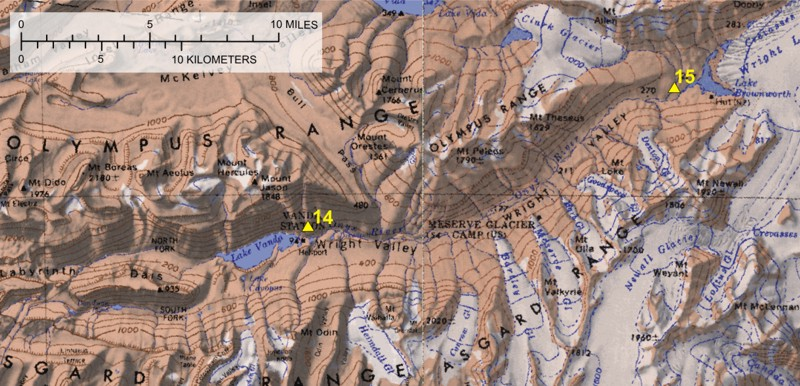
Mappa della valle di Wright con il fiume Onyx e il lago Vanda.

## Etimologia
La valle di Wright è stata così denominata in onore di Charles Seymour Wright, un esploratore canadese che partecipò alla spedizione Terra Nova in Antartide di Robert Falcon Scott, del 1910-13.

## Caratteristiche
Nella valle scorre il fiume Onyx, il più grande fiume dell'Antartide, che ha origine dal lago Brownworth e va a sfociare nel lago Vanda. Nel suo ramo sudoccidentale, chiamato South Fork, si trova il lago Don Juan, il lago ipersalino con la più alta concentrazione di sali minerali. Le alture situate nell'estremità occidentale della valle sono note come il Labirinto.
Sebbene alcune porzioni del sistema di valli interconnesse siano state scoperte nel 1903 dalla spedizione Discovery condotta dal capitano Scott, non ci si accorse della valle di Wright, posizionata quasi al centro del sistema, finché non furono effettuate delle fotografie aeree nel 1947.
Verso la metà degli anni 1960, gli scienziati divennero sempre più colpiti dal fatto che la valle, pur essendo proprio adiacente alla calotta di ghiaccio dell'Antartide orientale, era rimasta libera dai ghiacci per almeno qualche migliaio di anni. Per quanto ricoperti per tutto l'anno da uno strato di ghiaccio di 3 m di spessore, nelle acque dei laghi sono state misurate temperature fino a 25 ºC a una profondità di 65 m.
Dopo l'incremento delle attività estive, l'Antarctic Division della Nuova Zelanda e la National Science Foundation degli Stati Uniti decisero di intensificare anche le ricerche durante l'inverno stabilendo una base permanente nella valle. Nel 1968 la Nuova Zelanda mise in funzione la Stazione Vanda, posizionata verso il bordo orientale del lago Vanda.